# یوکاتان (مینه‌سوتا)
یوکاتان (به انگلیسی: Yucatan) یک منطقهٔ مسکونی در ایالات متحده آمریکا است که در شهرستان هیوستون، مینه‌سوتا واقع شده‌است. یوکاتان ۲۲۷٫۹۹ متر بالاتر از سطح دریا واقع شده‌است.